# Weekend Warriors
Albums de Ted Nugent
Double Live Gonzo!
(1978) State of Shock
(1979)
Singles
1. Need You Bad
Sortie : décembre 1978

Weekend Warriors est le quatrième album studio du guitariste américain, Ted Nugent. Il est sorti en septembre 1978 sur le label Epic records.

## Historique
Après un double album en public explosif, Double Live Gonzo!, Ted Nugent est de retour en studio pour l'enregistrement de son nouvel album. Derek St. Holmes et Rob Grange ont quitté le groupe et si Charlie Huhn (en) remplace St. Holmes au chant et à la guitare rythmique la place de Grange est libre. Sur cet album David Hull (ex- The Buddy Miles Band, Dirty Angels), John Sauter et Ted Nugent assurent les parties de basse.
L'album sera enregistré aux studios Criteria à Miami et aux studios CBS à New York et produit par Tom Werman, Lew Futterman et Cliff Davies.
Il se classa à la 24e place dans les charts américains du Billboard 200 et sera certifié disque de platine aux États-Unis et au Canada. L'unique single,"Need You Bad" se classa à la 84e place du Billboard Hot 100 américain.

## Liste des titres
- Tous les titres sont signés par Ted Nugent.

Face 1
1. Need You Bad - 4:18
2. One Woman - 4:04
3. I Got the Feelin' - 3:05
4. Tight Spot - 2:55
5. Venom Soup - 5:47

Face 2
1. Smokescreen - 4:12
2. Weekend Warriors - 3:06
3. Cruisin' - 3:26
4. Good Friends and a Bottle of Wine - 4:00
5. Name Your Poison - 4:30

## Musiciens
- Ted Nugent: guitares, chant, chœurs, basse sur Name Your Poison
- Cliff Davies: batterie, percussions, chœurs
- Charlie Huhn: chant, chœurs, guitare rythmique sur One Woman

avec
- David Hull: basse sur les titres 2, 5, 6 & 8
- John Sauter: basse sur les titres 1, 3, 4, 7 & 9

## Charts et certifications
Charts album
| Pays       | Durée du classement | Meilleur classement | Date             |
| ---------- | ------------------- | ------------------- | ---------------- |
| Canada     | 11 semaines         | 22e                 | 30 décembre 1978 |
| États-Unis | 20 semaines         | 24e                 | 16 décembre 1978 |

Certifications
| Pays       | Certification | Ventes      | Date              |
| ---------- | ------------- | ----------- | ----------------- |
| Canada     | Platine       | 100 000 +   | 1er décembre 1979 |
| États-Unis | Platine       | 1 000 000 + | 16 novembre 1978  |

Charts single
| Single       | Chart           | Durée du classement | Position | Date            |
| ------------ | --------------- | ------------------- | -------- | --------------- |
| Need You Bad | Hot 100         | 2 semaines          | 84e      | 13 janvier 1979 |
| Need You Bad | RPM Top Singles | 4 semaines          | 82e      | 3 février 1979  |